# Bundesnotarordnung

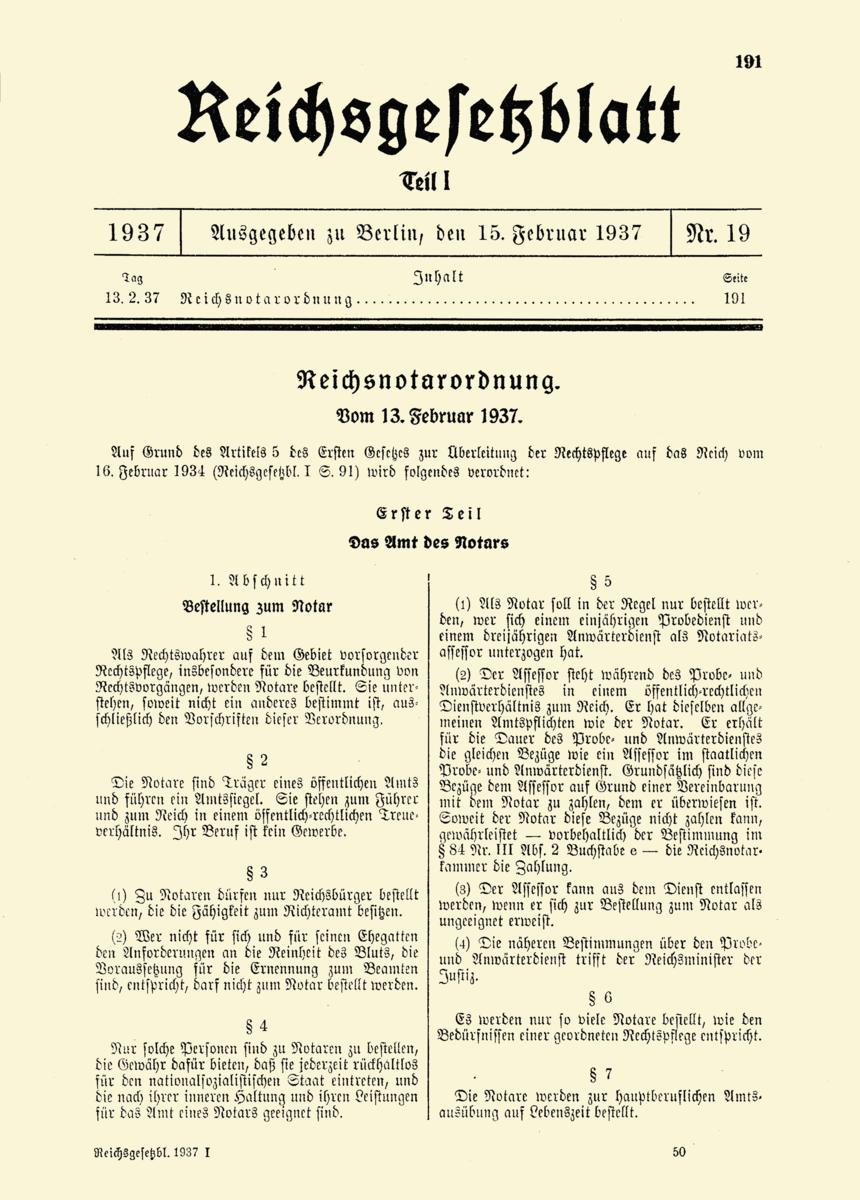
Titelseite des Reichsgesetzblatts Teil I vom 15. Februar 1937 mit der Reichsnotarordnung, der ursprünglichen Fassung der heutigen Bundesnotarordnung

Die Bundesnotarordnung (BNotO) regelt bundeseinheitlich die Amtstätigkeit der  Notare und enthält gesetzliche Bestimmungen über die Bestellung zum Notar, die Amtsausübung, die notariellen Pflichten, die Regelungen bei Abwesenheit und Verhinderung eines Notars, zu Notarvertretern und Notariatsverwaltern (früher Notarverweser), ferner über die Einrichtung und die Aufgaben der Bundesnotarkammer bzw. der Ländernotarkammern sowie das Disziplinarverfahren bei Notaren.
Wegen der besonderen Gestaltung des Notariats im früheren Baden galt die BNotO bis 2009 gemäß § 115 Satz 1 BNotO nicht im OLG-Bezirk Karlsruhe. 2009 entfiel der Paragraf, außerdem wurde das Bewerbungsverfahren für Anwaltsnotare neu geregelt. Vorausgegangen waren unter anderem die Müdener Thesen.
Da der Notar Amtsbefugnisse ausübt, sieht § 19 BNotO einen eigenen Amtshaftungsanspruch für fehlerhafte Tätigkeiten/Unterlassungen des Notars vor. Diese Notarhaftung umfasst sowohl Schäden, die durch fahrlässiges Handeln des Notars verursacht wurden, als auch Schäden, die auf vorsätzlichem Handeln des Notars beruhen. Jedoch ist der Amtshaftungsanspruch bei fahrlässig verursachten Schäden im Regelfall subsidiär gegenüber vorrangigen Ansprüchen, z. B. solchen, die eine Berufshaftpflichtversicherung des Notars abdeckt, oder Ansprüchen gegen andere Verursacher.
Eine wichtige Amtspflicht der Notare ist in § 32 BNotO geregelt. Notare haben nach § 32 BNotO das Bundesgesetzblatt, das Gesetz- und Verordnungsblatt des betreffenden Bundeslandes des Sitzes des Notariats und das Mitteilungsblatt der Landesjustizverwaltung „zu halten“. Ursprünglich waren damit der Bezug und die Verfügbarkeit der Papierausgaben der genannten Verkündungsblätter gemeint. Im Jahr 2003 hat die Bundesnotarkammer in einem Rundschreiben aber bereits festgelegt, dass auch der elektronische Bezug der entsprechenden Verkündungsblätter den Anforderungen des § 32 BNotO genügen kann, wenn gewährleistet ist, dass die Verkündungsblätter vom Notar abgespeichert und in elektronischer Form dauerhaft verfügbar gehalten werden können.
Die Regelung des § 5 BNotO, wonach ein Notar in Deutschland deutscher Staatsbürger sein muss, wurde am 24. Mai 2011 vom EuGH für rechtswidrig erklärt.

## Reichsnotarordnung von 1937
Am 13. Februar 1937 setzten die Nationalsozialisten die so genannte Reichsnotarordnung formal in Kraft. Sie war eine rassistische Berufsordnung, die sich in die seit 1933 von den Nationalsozialisten gegen die jüdische Bevölkerungsminderheit erlassenen zahlreichen Bestimmungen einreiht, indem sie ein scheinbar biologisches Ausschlusskriterium als weitere Voraussetzung der Berufsausübung in Paragraf 3 formuliert:
§ 3 (2) Wer nicht für sich und seinen Ehegatten den Anforderungen an die Reinheit des Blutes entspricht, darf nicht zum Notar bestellt werden.
Der Beruf wird darin als Amt definiert, dessen Träger dem Führer Treue schuldet. Er sei kein Gewerbe. (beides in § 2)